# アイホシモドキ
『アイホシモドキ』は、森繁拓真による日本の漫画。『週刊少年チャンピオン』（秋田書店）に短期集中連載ののち正式連載された。単行本は全4巻。

## あらすじ
転校生・元木学は、転校先のクラスで自分と瓜二つの顔を見つける。しかも、相手は女子（異性）だった。彼女の名は相星聖良。女子ながらクールで豪快な性格の相星と、男子だが気の弱い元木。相星に憧れる元木だったが、マイペースな相星の行動によりトラブルに巻き込まれていく。

## 登場人物
相星聖良（あいほし せいら）
元木学と瓜二つの顔をしている。ケンカ好きだが、正義感は強い。
負けず嫌いで、ささいな事でも元木と張り合う。
元木学によると、「クールで男らしい（豪快な）性格」。
協調性に欠けるマイペースな性格のため、クラスでは孤立している部分もある。
元木学（もとき まなぶ）
相星と瓜二つの顔をしていたため、クラスメートからモドキ（相星モドキ）と命名される。
気が弱いため、相星の「クールで男らしい性格」に憧れている。
佐倉（さくら）
相星とは以前からの友人（理解者）。身体が弱い（女子）。
加茂川（かもがわ）
相星を「アート」と評する、相星のファン。クラスが違う（男子）。
由鷹（ゆたか）
わがままな小学生（男子）。腕自慢で、元木と勝負を行った。元木をニセ聖良と呼ぶ。
栗原むつみ（くりはら むつみ）
クラスメート（女子）。合気道の師範だったが、素性を隠していた。
実家の道場の借金を友成の家に肩代わりしてもらっている縁から、友成とは主従関係にあり、その命令で汚れ仕事をさせられていた。
貧乳（由鷹に「乳なしメガネ」と評された）。
友成（ともなり）
富豪を親に持つ。後輩（男子）。
カネで物事を解決させる問題人物。むつみを裏で操っていた。紆余曲折の末、改心する。
最終話ではむつみの道場の門下生になったことが語られている。

## 単行本
全4巻。
1. 2007年4月6日発売、ISBN 978-4-25-321281-6
2. 2007年7月6日発売、ISBN 978-4-25-321282-3
3. 2007年9月7日発売、ISBN 978-4-25-321283-0
4. 2007年10月5日発売、ISBN 978-4-25-321284-7